# Ahora es
«Ahora es» es el segundo sencillo del álbum Wisin vs. Yandel: Los Extraterrestres del dúo de reguetón Wisin & Yandel, lanzado en diciembre de 2007.

## Video musical
Está dirigido por Jessy Terrero y fue lanzado el 21 de marzo de 2008. El video empieza con Wisin y Yandel manejando su motocicleta por una autopista hasta llegar a un sitio aparentemente abandonado donde empiezan a cantar acompañados con unas mujeres que realizan una coreografía. En medio de una estrofa, dos chicas empiezan a pelearse. Luego, se muestra al dúo cantando en la ronda donde se realizaba la pelea. Al final del video, se hace una presentación a Víctor "El Nasi" y a Nesty "La Mente Maestra". El videoclip se encuentra en el DVD de "Los Extraterrestres Reloaded: "Otra Dimensión".

## Posiciones en las listas
| Listas (2008)                    | Posición máxima |
| -------------------------------- | --------------- |
| Billboard Latin Pop Airplay      | 38              |
| Billboard Hot Latin Tracks       | 5               |
| Billboard Latin Rhythm Airplay   | 1               |
| Billboard Latin Tropical Airplay | 3               |
| Chile Singles Chart              | 7               |